# Veronica, il volto dell'amore
Veronica, il volto dell'amore (Verónica: El rostro del amor) è una telenovela argentina del 1982.

## Descrizione
La telenovela è interpretata dall'attrice messicana Verónica Castro assieme a Jorge Martínez e German Kraus. È un remake di Minha Doce Namorada, serial brasiliano del 1971 scritto da Vicente Sesso e mai trasmesso in Italia.
In Argentina Veronica, il volto dell'amore fu trasmessa da Canal 11 dal settembre '82 fino al marzo '83, prolungandosi del previsto visto il successo riscontrato, andando oltre le aspettative e superando più volte la soglia dei 30 punti. Contava su un cast di prima grandezza, tra cui la celebre attrice argentina Chela Castro nel ruolo della perfida Zia Sara. In Italia, dove arrivò sul circuito Euro Tv nel 1984 è stato uno dei lavori più replicati della Castro sulle tv locali tanto che nel 1990 venne ritrasmessa a livello nazionale da Rete4 e tutt'oggi viene ritrasmessa su diversi canali satellitari minori visibili su Sky.
La sigla originale Juntos è interpretata da Verónica Castro. In Italia per il passaggio sulle reti locali venne scelto il brano Secondo amore cantato da Andrea Pompei (musica di Paolo Piccirilli e testo di Pasquale Panella) con interpreti vari, mentre per la sola trasmissione su Rete 4 si adottò il brano Un angelo blu di Maurizio Vandelli.
Il doppiaggio nell'edizione italiana venne curato dalla Arizona di Roma: Silvia Pepitoni prestò la voce al personaggio di Verónica, Luciano Roffi a Fabio e Anna Teresa Eugeni a Sara.

## Trama
Veronica è una umile ragazza messicana che, a seguito di una minaccia di morte, fugge in Argentina e trova lavoro in un luna park di Buenos Aires. Nella grande metropoli assiste involontariamente alla fuga di una donna che ha appena avvelenato , portandolo alla morte , il ricco industriale Elio Toledo Pesaña .Questo tragico evento farà rientrare nella capitale argentina il ricco Renato, figlio di Elio , un vedovo padre di un bambino che ha perso in maniera non del tutto chiara la moglie Vanessa. Renato è  il classico playboy amante del lusso e della bella vita e prossimo ad ereditare tutti i beni del defunto padre e parte dell'azienda di suo zio Ippolito. Sua cugina, la perfida e astuta Sara, ordirà diabolici piani per mettere fuorigioco l'odiato Renato. Veronica conoscerà anche il fotografo Fabio. I due uomini finiscono con l'innamorarsi di lei: Veronica, lasciato ormai alle spalle il passato, grazie al bel Fabio diventa la modella di una ditta di cosmetici - la "Profumeria Fuxia" - sotto lo slogan il volto dell'amore, scatenando la gelosia di Renato che paleserà il suo problematico carattere tanto che Veronica comincerà ad avere il sospetto che a procurare la morte di Vanessa sia stato lo stesso Renato. Quando la vita comincerà a sorriderle , verrà  rintracciata dal boss , padre del suo ex fidanzato che la accusa di averlo condotto alla morte e verrà rapita. Solo dopo tante vicissitudini coronerà il suo sogno d'amore sposando Fabio.